# Калинівка (Козельщинська селищна громада)
Кали́нівка (МФА: [kɐˈɫɪɲiu̯kɐ] ( прослухати)) — село в Україні, у Козельщинській селищній громаді Кременчуцького району Полтавської області. Населення становить 41 осіб. До 2020 орган місцевого самоврядування — Оленівська сільська рада.

## Географія
Село Калинівка знаходиться між річками Великий Кобелячок і Вовча, на відстані 0,5 км розташоване село Дзюбанівка.

## Історія
12 червня 2020 року, відповідно до розпорядження Кабінету Міністрів України № 721-р «Про визначення адміністративних центрів та затвердження територій територіальних громад Полтавської області», село увійшло до складу Козельщинської селищної громади.
19 липня 2020 року, в результаті адміністративно - територіальної реформи та ліквідації Козельщинського району, село увійшло до складу новоутвореного Кременчуцького району.